# Nancy Mitford
Nancy Freeman-Mitford (ur. 28 listopada 1904 w Londynie, zm. 30 czerwca 1973 w Wersalu) – angielska powieściopisarka i biografka.
Pochodziła z rodziny arystokratycznej. Najbardziej znana z cyklu powieści o życiu wyższych sfer w Anglii i Francji. Napisała także cztery dobrze przyjęte popularne biografie (Ludwika XIV, Madame Pompadour, Woltera i Fryderyka Wielkiego).
Większość życia spędziła w Londynie i Paryżu. Zawsze elegancko ubrana, dowcipna, wiodła prym w paryskim światku arystokracji i przybyszów z różnych stron świata. Autorka cenionej korespondencji.